# Literatura Mundial em Quadrinhos
Literatura Mundial em Quadrinhos é uma coleção de romances gráficos com quadrinizações de obras clássicas da literatura. A coleção foi publicada pelo selo Escala Educacional do Grupo Escala de Publicações. Trata-se de um spin-off da coleção Literatura Brasileira em Quadrinhos, iniciada em 2004.
Em 2009, o volume 1 da coleção (Dom Quixote) ganhou o Troféu HQ Mix na categoria "melhor adaptação para os quadrinhos".

## Volumes da coleção
- Volume 1: Dom Quixote, de Miguel de Cervantes por Bira Dantas (ISBN 9788537707647)
- Volume 2: Contos de Tchekhov, de Anton Tchekhov por Ronaldo Antonelli e Francisco Vilachã (ISBN 9788537710111)
- Volume 3: O Crocodilo, de Fiódor Dostoiévski por Guidacci (ISBN 9788537716502)